# Legge Antoci
La legge 17 ottobre 2017, n. 161 (nota come Legge Antoci) è una legge della Repubblica Italiana. Derivata da un'estensione del cosiddetto "Protocollo Antoci" relativo al parco dei Nebrodi e fortemente voluta dallo stesso Giuseppe Antoci, ha introdotto tra l'altro alcune modifiche al Codice antimafia e al Codice penale rendendo in particolare più difficile per gli affiliati alla criminalità organizzata accedere ai fondi comunitari come i PAC.